# Poliorchidismo
Il poliorchidismo, o poliorchidia, è una malformazione congenita caratterizzata dalla presenza di un numero di testicoli superiore a due.

## Epidemiologia
Questa malformazione è molto rara, tanto che sono segnalati circa 200 casi nella letteratura medica. Il caso più ricorrente di poliorchidismo è il triorchidismo, ossia la malformazione caratterizzata dalla presenza di tre testicoli.

## Classificazione
Il poliorchidismo si presenta in due forme:
- tipo A: il testicolo soprannumerario è connesso a un dotto deferente e pertanto è normalmente funzionante a fini riproduttivi
  - tipo A1: vi è completa duplicazione di testicolo, epididimo e dotto deferente
  - tipo A2: testicolo ed epididimo sono doppi, ma vengono drenati dallo stesso dotto deferente
  - tipo A3: vi è un doppio testicolo, ma epididimo e dotto deferente sono in comune
- tipo B: il testicolo soprannumerario non è connesso al dotto deferente e non è quindi funzionale a fini riproduttivi
  - tipo B1: il testicolo è provvisto di epididimo
  - tipo B2: il testicolo consiste solo di tessuto testicolare e non possiede un epididimo

Il tipo A3 è la forma più comune e insieme al tipo A2 costituisce il 90% dei casi. Nel 65% dei casi il testicolo soprannumerario è situato nella sacco scrotale sinistro, mentre solo rarissimi casi di poliorchidismo bilaterale sono stati riportati. Il testicolo soprannumerario può essere presente lungo tutta la via di discesa del testicolo e non raramente è correlata alla presenza concomitante di criptorchidismo.
La vecchia classificazione prevedeva una suddivisione in quattro tipi:
- 1º tipo: il testicolo in soprannumero difetta del dotto deferente e dell'epididimo e non ha collegamento agli altri testicoli.
- 2º tipo: il testicolo in soprannumero ripartisce l'epididimo ed il dotto deferente degli altri testicoli.
- 3º tipo: il testicolo in soprannumero ha un proprio epididimo e ripartisce il dotto deferente
- 4º tipo: il testicolo in soprannumero ha dotto deferente ed epididimo propri.

## Clinica
La condizione è generalmente asintomatica e viene perlopiù diagnosticata casualmente. Può essere, nel 30% dei casi, associata a ernia inguinale indiretta e a un aumento dell'incidenza di torsione del testicolo. Altre condizioni associate sono idrocele, varicocele, epididimite e sterilità.

## Diagnostica
Il poliorchidismo è diagnosticato generalmente tramite un esame ecografico dei testicoli con gli ultrasuoni e la malformazione da sola non aumenta la produzione del testosterone.

## Trattamento
Prima dell'avvento della diagnostica ecografica il testicolo veniva rimosso tramite intervento chirurgico, mentre successivamente la diagnosi di un testicolo funzionale ne permetteva il mantenimento. Tuttavia una recente metanalisi ha suggerito che la rimozione del testicolo soprannumerario possa ridurre la possibilità di tumore del testicolo.